# Tir aux Jeux olympiques de la jeunesse d'été de 2010
Navigation
Édition suivante
Le tir aux jeux olympiques de la jeunesse d'été de 2010 a eu lieu à Singapour du 22 au 25 août, approuvée par l'International Shooting Sport Federation (en attendant la confirmation du bureau exécutif du Comité international olympique), comprend les épreuves de la  Carabine 10 mètres à air comprimé et celui du Pistolet air comprimé 10 m, pour les garçons (60 tirs) et pour les filles (40 tirs), avec 80 compétiteurs au total. Pour chacune des quatre épreuves, un total de vingt CNO sont qualifiés et peuvent participer avec un concurrent chacun.
Les confédérations continentales de l'ISSF ont organisé les épreuves de qualification spéciales pour les tireurs nés en 1992 et 1993. Les scores minimales de qualification (SMQ) ont été fixés à 552 / 368 (60 tirs pour les garçons / 40 tirs pour les filles) pour la carabine à air comprimé et 540 / 355 (60 tirs pour les garçons / 40 tirs pour les filles) pour le pistolet à air comprimé. En comparaison, le SMQ « adulte » pour les Jeux olympiques de Pékin en 2008 étaient de 570 / 375 pour la carabine à air comprimé et de 563 / 365 pour le pistolet à air comprimé.

## Qualification
| Confédération             | Place par événement | Tournoi de qualification      | Tournoi de qualification |
| Confédération             | Place par événement | Date                          | Lieu                     |
| ------------------------- | ------------------- | ----------------------------- | ------------------------ |
| Afrique                   | 1                   | 25–31 mars 2010               | Alger                    |
| Amérique                  | 2                   | 2–6 décembre 2009             | Colorado Springs         |
| Amérique                  | 2                   | 25–28 mars 2010               | Guatemala                |
| Asie                      | 4                   | 16–22 décembre 2009           | Doha                     |
| Europe                    | 6                   | 7–14 mars 2010                | Meråker                  |
| Océanie                   | 1                   | 14–16 août 2009               | Sydney                   |
| Océanie                   | 1                   | 27 novembre – 7 décembre 2009 | Sydney                   |
| Places universitaires CIO | 6                   |                               |                          |

## Athlètes qualifiés
| - Romik Vardumyan - Janek Janski - Aliaksei Horbach - Felipe Almeida Wu - Solomon Borisov - Jia Ziayong - Jindrich Dubovy - Raef Tawfik Mohamed - Vincent Jeanningros - Philipp Kaefer - Csaba Bartók - Sepehr Saffariboroujeni - Choi Dae Han - Julio Nava - Stefan Rares Ion - Nikolay Kilin - Wu Wenyi - Elia Andruccioli - Tien Shao-Chien - Denys Kushnirov | - Emily Esposito - Kseniya Faminykh - Danielle Marcotte - Fang Xue - Valentina Pereglin - Sarka Jonakova - Hala Abdel Rahman - Geraldine Kate Solorzano Manson - Ruchi Singh - Yasaman Heidari - Chiara Marini - Kim Ji Hye - Mariana Nava - Dijana Petrova - Alexandra Silvia Morar - Ekaterina Barsukova - Eliane Dohner - Kanokkan Chaimongkol - Lenara Asanova - Thi Ngoc Duong Nguyen |

| - John Coombes - Stefan Rumpler - Illia Charheika - Zeng Yi - Tiziano Suran - Petr Plechac - Hossam Salah Eldeen - Jaakko Bjorkbacka - Lars Walker - Elvin Aroldo Lopez Calderon - István Kapás - Navdeep Singh Rathore - Simon Weithaler - Irshat Avkhadiyev - Son Jae Hong - Erick Arzate Marchan - Egor Maksimov - Jan Lochbihler - Salem Matar Ali Alqaydi - Serhiy Kulish | - Cornelia Enser - Syeda Sadia Sultana - Chen Fang - Tanja Perec - Gabriela Vognarova - Dina Elharouni - Jennifer Olry - Jaqueline Orth - Polymaria Velasquez Alvarado - Katinka Szijj - Neha Milind Sapte - Lee Eun Seo - Hessah Alzayed - Majduleen Milud - Isamar Guerrero - Siw Anita Dramstad - Jenna Kendall Louise Mackenzie - Bahya Al Hamad - Shang Hui Carol Lee - Jasmin Mischler |

## Programme des compétitions
| Date    | Jour     | Heure | Détails                              |
| ------- | -------- | ----- | ------------------------------------ |
| 22 août | Dimanche | 12:00 | Carabine à air comprimé 10 m garçons |
| 23 août | Lundi    | 11:30 | Pistolet à air comprimé 10 m filles  |
| 24 août | Mardi    | 12:00 | Pistolet à air comprimé 10 m garçons |
| 25 août | Mercredi | 11:30 | Carabine à air comprimé 10 m filles  |

## Tableau des médailles
| Rang  | Nation       | Or | Argent | Bronze | Total |
| ----- | ------------ | -- | ------ | ------ | ----- |
| 1     | Corée du Sud | 2  | 0      | 1      | 3     |
| 2     | Chine        | 1  | 1      | 0      | 2     |
| 3     | Ukraine      | 1  | 0      | 1      | 2     |
| 4     | Brésil       | 0  | 1      | 0      | 1     |
| 4     | Biélorussie  | 0  | 1      | 0      | 1     |
| 4     | Tchéquie     | 0  | 1      | 0      | 1     |
| 7     | Guatemala    | 0  | 0      | 1      | 1     |
| 7     | Suisse       | 0  | 0      | 1      | 1     |
| Total | Total        | 4  | 4      | 4      | 12    |

## Compétitions
| Compétitions                         | Or              | Argent             | Bronze                   |
| ------------------------------------ | --------------- | ------------------ | ------------------------ |
| Pistolet à air comprimé 10 m garçons | Denys Kushnirov | Felipe Almeida Wu  | Choi Dae-Han             |
| Carabine à air comprimé 10 m garçons | Gao Ting Jie    | Illia Charheika    | Serhiy Kulish            |
| Pistolet à air comprimé 10 m filles  | Kim Jang-Mi     | Xue Fang           | Geraldine Kate Solórzano |
| Carabine à air comprimé 10 m filles  | Go Do-Won       | Gabriela Vognarova | Jasmin Mischler          |